# شپش‌ها
شپش‌ها (انگلیسی: Cooties) یک فیلم در ژانر کمدی ترسناک است که در سال ۲۰۱۴ منتشر شد.